# قاعدة زايتسيف

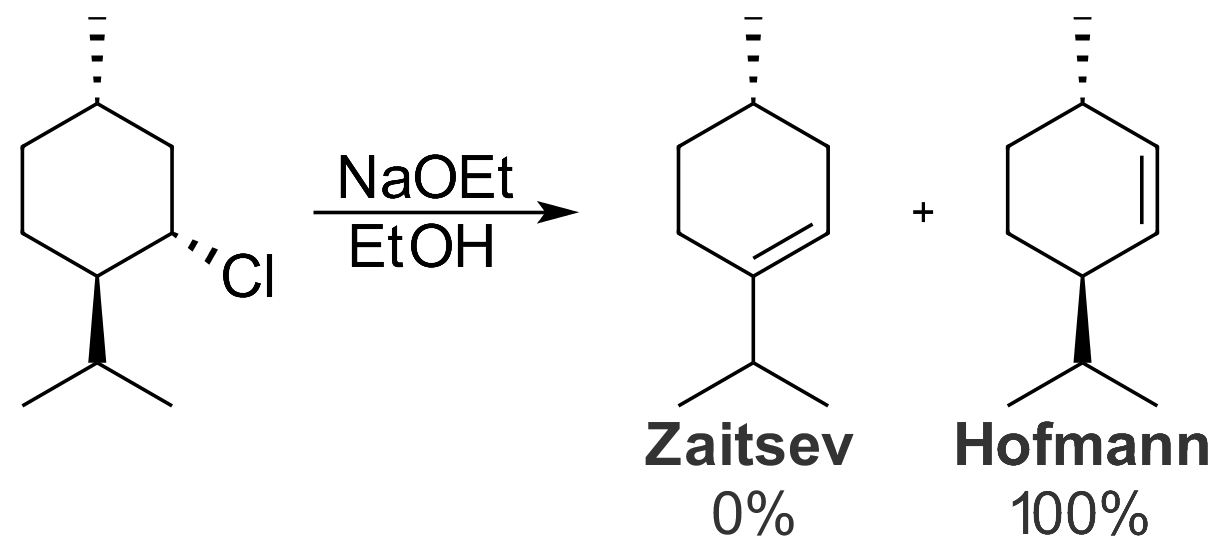

قاعدة زايتسيف أو قاعدة سايتزيف هي قاعدة كيميائيّة تنصّ على: لو أنّ هناك أكثر من ألكين يمكن أن ينتج من تفاعل استبعاد، سيكون الألكين الأكثر ثباتًا هو الناتج الغالب. وبصفةٍ عامة، المركّب الذي به روابط كربون-كربون مزدوجة C=C أكثر، سيكون أكثر ثباتًا نظرًا لخواص مجموعة الألكيل في إعطاء الإلكترونات.
وقد قام ألكسندر إم. زيتسيف، المدرس بجامعة كازان (روسيا) في أواخر القرن الثامن عشر، بنشر تعميم حول اتجاه التفاعل في تفاعلات الاستبعاد β في الكحول.
وقد قال إنّ "الألكين الذي ينتج بكميّات كبيرة هو الذي ينتج من إزالة الهيدروجين من الكربون β المرتبطة بذرات هيدروجين أقلّ."
كما أنّ هناك طريقةً أخرى للتعبير عنها في تفاعلات الاستبعاد، وهي أنّ ناتج التفاعل الغالب هو الألكين الذي به مستبدلات من الروابط المزدوجة أكثر (أكثر ثباتًا).
وهذه القاعدة صحيحة فقط عند عدم وجود مستبدلات أخرى غير الكربون والهيدروجين. وبإضافة أيّ ذرّةٍ أخرى فإنّ السالبية الكهربية، الرنين، العوامل الأخرى لا تصبح صالحة لاتباع القاعدة. وحاليًّا تستخدم القاعدة بطريقة مختلفة: تحت ظروف الديناميكا الحرارية فإنّ الاستبعادات β تحدث بطريقةٍ تنتج الألكين الأكثر ثباتًا.